# تپه توبره ریز ۴
تپه توبره ریز ۴ مربوط به دوران پارینه‌سنگی جدید - دوران فرادیرینه‌سنگی است و در شهرستان کرمانشاه، بخش مرکزی، دهستان دورود فرامان، جاده آسفالتهٔ روستای سیاه بید علیا واقع شده و این اثر در تاریخ ۲۶ اسفند ۱۳۸۷ با شمارهٔ ثبت ۲۵۵۳۹ به‌عنوان یکی از آثار ملی ایران به ثبت رسیده است.